# Одинокий пастух
«Одинокий пастух» (нем. Der einsame Hirte, англ. The Lonely Shepherd, исп. El pastor solitario) — инструментальная композиция немецкого композитора Джеймса Ласта. Получила популярность в записи с участием румынского пан-флейтиста Георге Замфира. Мелодия основана на музыкальном фольклоре Карпат — молдавской и румынской народных традициях.

## История

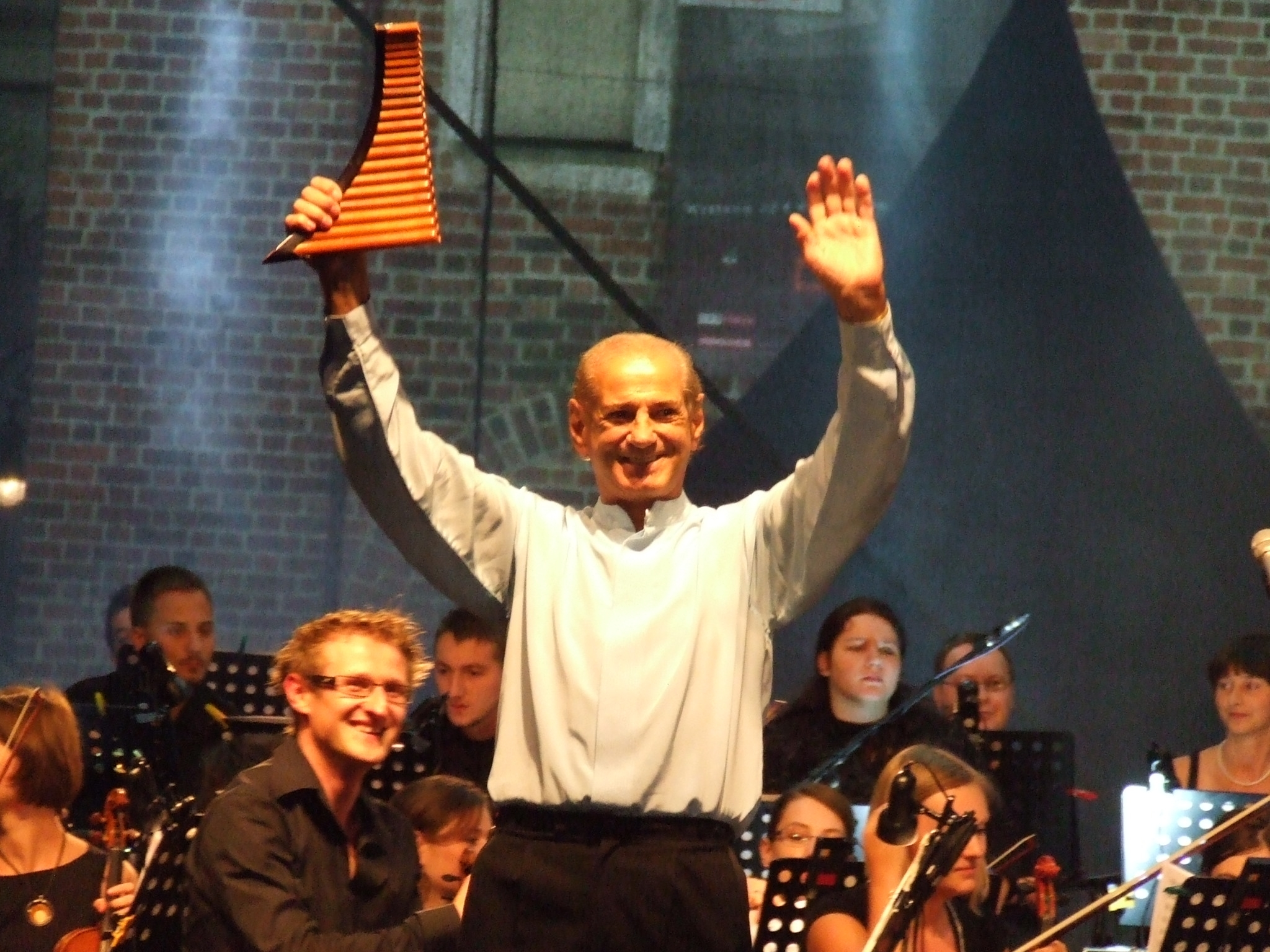
Георге Замфир с многоствольной флейтой

Первоначально композитор, аранжировщик и дирижёр Джеймс Ласт планировал включить композицию «Одинокий пастух» в альбом саундтреков «Album Filmmusik ohne Filme» («Музыка к фильмам без фильмов»), который должен был состоять исключительно из произведений его собственного авторства.
В это время с оркестром Ласта сотрудничал румынский пан-флейтист Георге Замфир, приглашённый по контракту промоутером Хансом-Вернером Функе (Hans-Werner Funke). Ласт предложил Замфиру поучаствовать в записи «Пастуха».

Георге пришёл, послушал пьесу, сыграл её немного, а затем сказал: «Хорошо, давайте запишем её». В кратчайшие сроки мы должны были записать её на плёнку. Георге сыграл, получил свои деньги, не зная, что на самом деле в итоге получилось. На студии мы смикшировали мелодию, сократили её, и только тогда я понял, какой огромный потенциал раскрыл он в ней.
— Джеймс Ласт
Проекту саундтреков не суждено было состояться, и в конце концов «Пастух» был издан на второй «русской» пластинке Ласта «Russland-Erinnerungen» («Воспоминания о России») в 1977 году. В том же году трек вышел в виде сингла и достиг 22-й строчки в чартах Германии. После переговоров с Замфиром было решено разделить права на эту запись и указывать его как полноправного соавтора. Для Замфира запись ознаменовала прорыв: его стали приглашать в различные музыкальные проекты по всему миру, а вся его предыдущая дискография была переиздана.
Мелодия «Одинокий пастух» стала одной из самых востребованных в кино и на телевидении. Уже в 1979 году она была использована в качестве музыкальной темы для шести частей австралийского сериала «Золото пустыни». Мелодия стала главной темой фильма в жанре боевых искусств «Воины кунг-фу» (1982, Южная Корея). В 1984 году она также прозвучала в канадском короткометражном анимационном фильме «Paradise», получившем номинацию на «Оскар». Новая волна популярности пришла в 2004 году, после включения мелодии Квентином Тарантино в саундтрек к фильму «Убить Билла».
Существует ряд кавер-версий, среди которых можно выделить удачные обработки американского рэпера Ламара и эквадорского пан-флейтиста Лео Рохаса.